# Станислав Вихров
Станислав Крумов Бъчваров с псевдоним Станислав Вихров е български комунист, партизанин и писател. Член на Българската комунистическа партия. Известен преди всичко с това, че убива писателя и редактор Борис Руменов.

## Биография
Роден е на 23 септември 1911 година в Пловдив. Майка му е учителка, а баща му телеграфопощенец и профсъюзен активист. Основно и прогимназиално образование получава в София.
През 1927 г. заминава за Франция. В Париж попада в средата на комунистическата българска емиграция – Георги Бакалов, Николай Хрелков, Милко Тарабанов и др. Взима участие в стачки организирани от Френската комунистическа партия.
През 1931 г. се завръща в България и завършва гимназия като частен ученик в София. Сменя различни професии из редица градове – Варна, Пловдив, Плевен и др. През 1938 г. се установява в София и се включва в комунистическата група около кафене „Средец“, включваща Тодор Павлов, Крум Григоров, Венко Марковски, Марко Марчевски и др. Заедно с Никола Вапцаров участва в литературния кръжок при вестник „Литературен критик“, където печата свои творби. През 1941 г. отива в Пловдив и влиза във връзка с т.нар. Втора Пловдивска въстаническа оперативна зона. За известно време е мобилизиран. От 26 август 1944 г. е партизанин в партизански отряд „Колю Шишманов“ от Втора родопска бригада „Васил Коларов“.
След Деветосептемврийския преврат той убива писателя Борис Руменов (известен с псевдонима си Борю Зевзека – бохем, поет и карикатурист), бивш редактор и издател на хумористичното списание „Барабан“, редактор в „Утро“, „Дневник“ и „Заря“, който е отхвърлял негови произведения. На 10 октомври 1944 г. го търси двукратно в дома му, придружен от неизвестен спътник, обявява го за арестуван и го разстрелва с автомат в Борисовата градина, а трупът е хвърлен в Перловската река. Прави опит да убие и големия български писател Елин Пелин, уж защото бил приятел на царя, но всъщност защото отказвал да печата произведенията на партизанина графоман.
Според някои Вихров се припознава и убива Борис Руменов вместо Елин Пелин, но самият той, признавайки убийството, не споменава грешка, а казва: „щях да свърша и Елин Пелин за едното чудо! Но той излезе по-хитър и ми убегна…“ Причината – не го зачитали като автор.
На 10 ноември 1944 г. Вихров е назначен за помощник-командир (политкомисар) в Трети конен полк и участва в т.нар. Отечествена война. След завръщането си от фронта отива на кон в радио София, за да настоява за публикуване на свои стихове, но е отпратен от редактора Валери Петров.
Редактор в издателство Отечествен фронт на ОФ (1952 – 1954) и в списание „Българо-съветска дружба“ (1954 – 1956).
Вихров е автор на поезия и проза. Първият му поетичен опит е стихотворението „Бъди“, отпечатано 1937 г. във вестник „Заря“. Същата година издава стихосбирката „Хайдути“ (1937, 2 изд. 1942). Публикува още „Песен на пристанището“ (1939); „Бъди!“ стихове, Пловдив (1945, 2 изд. 1968). Пише книга, озаглавена „По пътя към победата. Записки на един загинал на фронта пом.-командир“ (1947). „Боен път“, роман (1955) в съавторство с Ас. Доспейски; „Партизански нощи“, стихотворения (1962).